# Rio Damanganga
O Damanganga, também chamado somente de Damão e Daman-Ganga, é um rio indiano, que nasce na cadeia dos Gates Ocidentais e deságua em Damão, num estuário no golfo de Cambaia, no mar Arábico.
Atravessa os estados de Maarastra e Guzarate e o território da União de Dadrá e Nagar Aveli e Damão e Diu, na costa ocidental da Índia.
Além da cidade de Damão, que separa em Damão Grande (margem sul) e Damão Pequeno (margem norte), o rio Damanganga banha igualmente as cidades de Dadrá, Silvassa (capital do distrito de Dadrá e Nagar Aveli) e Vapi.

## Aproveitamento hídrico
O rio Damanganga é represado entre Nagar Aveli e o Guzerate pela Central Hidroelétrica de Madhuban, formando o lago de Madhuban, fonte vital para irrigação de lavouras.